# بادية

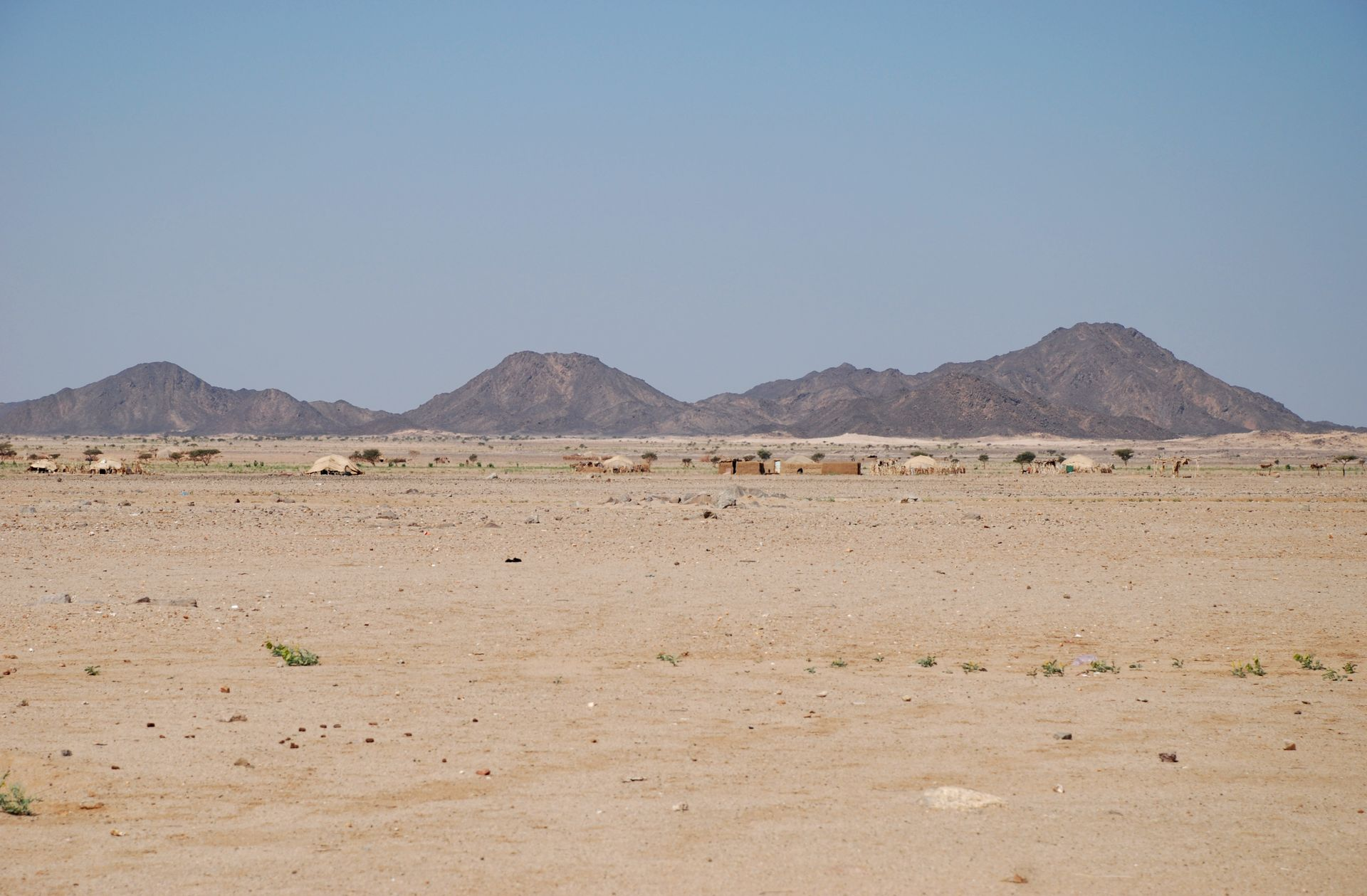
بادية بالقرب من بورتسودان.

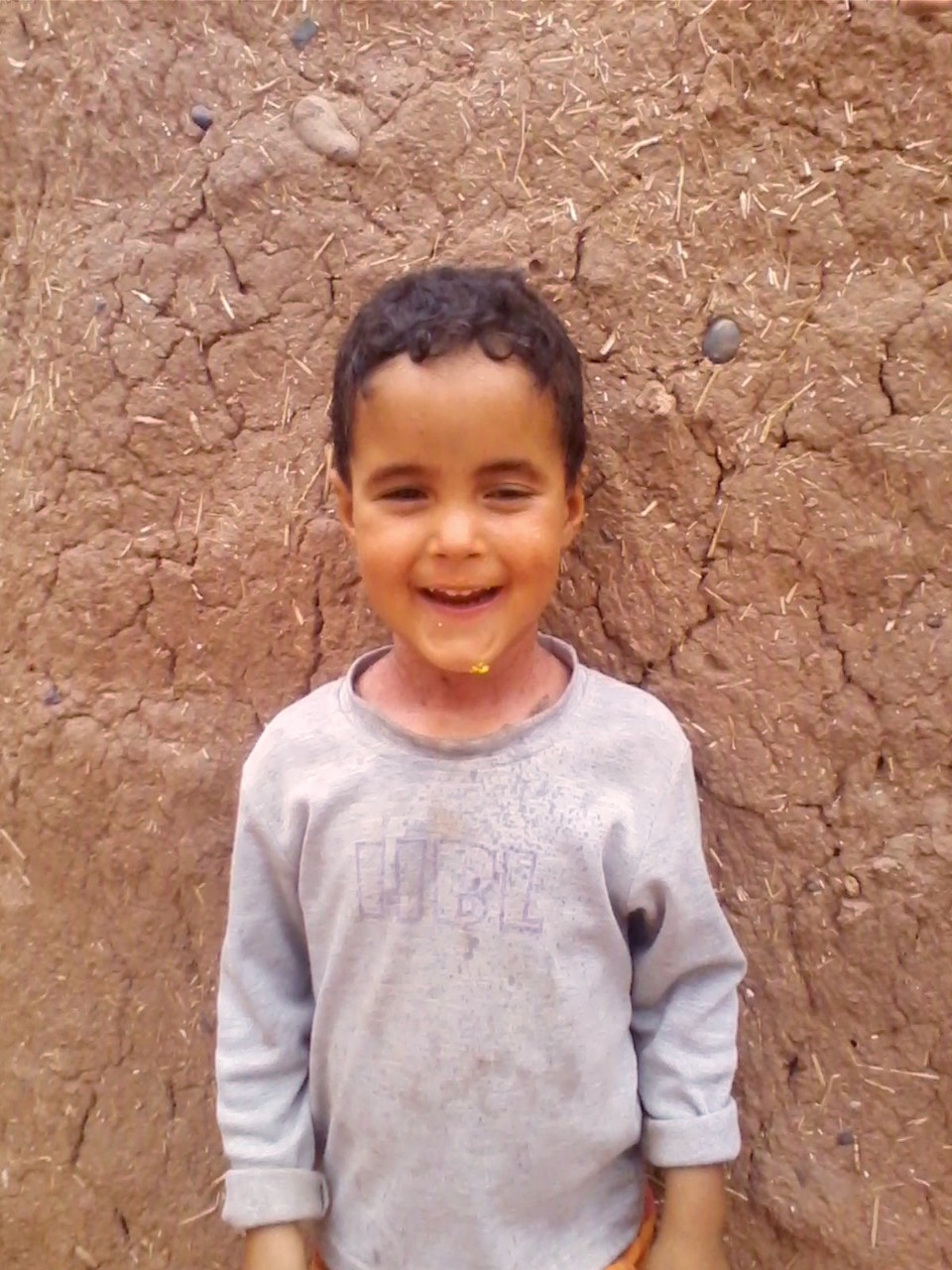
طفل بدوي بالمغرب بنواحي قلعة السراغنة

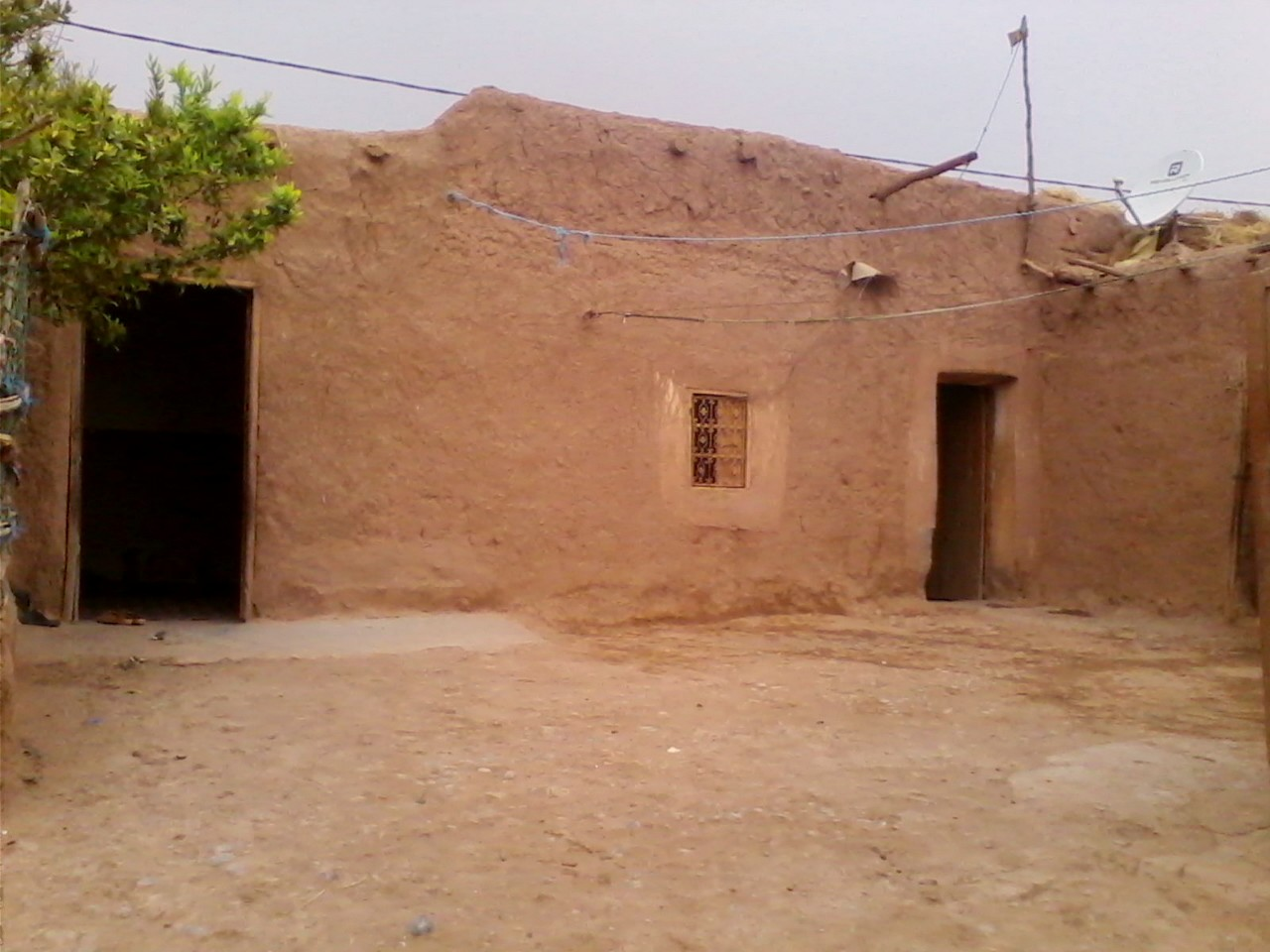
منزل ترابي ببادية مغربية بقلعة السراغنة

تتميز البوادي بوجود مناطق للرعي نظراً لوجود نباتات عشبية وعدم وجود أشجار نتيجة قلة الهطول المطري، وبذلك فهي تعد سهوبًا شبه استوائية. توجد البوادي في مناطق البحر الأبيض المتوسط مثل بادية الشام التي تغطي أجزاءً واسعة من المشرق العربي. وتوجد بوادٍ أخرى في وسط جزيرة صقلية ووسط إسبانيا الشرقية، وخاصة في الساحل الجنوبي الشرقي (حول مورسيا)، وأماكن معزولة عن الرطوبة الكافية بسبب قلة الأمطار مثل سرقسطة.
كما تشمل البوادي أكثر من 10 ولايات في الجزائر وتلعب سهوب الجزائر دورا حيويا باحتوائها على أغلب الثروة الحيوانية بهذا البلد حتى أن هنالك ولاية يطلق عليها اسم عاصمة السهوب وهي ولاية الأغواط.
في آسيا، يمكن العثور على البادية في الأراضي شبه القاحلة المحادية للصحراء أو في الهند شبه القارية ؛ وفي أستراليا يمكن العثور عليها في حزام المناطق الصحراوية المحيطة بها وحول نطاقات واسعة جغرافيا.
وتعدّ أمريكا الشمالية بيئة نموذجية للمناطق الانتقالية بين المناطق ذات المناخ المتوسطي، والصحاري الحقيقية، مثل رينو في نيفادا، والجزء الداخلي من ولاية كاليفورنيا. وفي أمريكا الجنوبية تعد البامبا البادية الأكثر أهمية.
‌